# Битва при Бресте
Битва при Бресте, иногда именуемая сражение на реке Пенфельд (англ. Battle of Brest), произошла в 1342 году между английской эскадрой, состоящей из переоборудованных торговых судов и наемного галерного флота из Генуи, которая выступала на стороне франко-бретонской группировка Карла де Блуа, во время войны за бретонское наследство — составной части Столетней войны.

## Ситуация в Бретани
Карл де Блуа, со своей армией состоящей из французов, верных бретонцев и наемных союзников провел пугающую по своим масштабам кампанию в Бретани в июле 1342 года. Действие начавшись в его цитадели в восточной Бретани быстро распространилось в районы, номинально контролируемые соперником Блуа, Жаном де Монфор, находящимся в заключении. Карл добивался титула герцога Бретани через родословную своей жены; Монфор же был против претендента на герцогский трон Бретани; Монфор был поддержан меньшинством бретонской знати, но также более существенно правителем Англии, королём Эдуардом III. После смерти старого герцога Жана III и незадолго до пленения Карлом Жана де Монфора в Нанте, Эдуард пообещал в следующем году привести подкрепления и припасы для Монфортистов, однако эти обещания не оправдались. Это неравенство сил привело к краху доверия к партии Монфор в Бретани и многие города Монфортистов сдались без боя. К концу июля главные города Оре, Ванн, Гемне-сюр-Скорф и Энбон пали, остался только один оплот дома Монфор — крепость-порт Брест. Гарнизон крепости был номинально под руководством Жанны Фландрской, супруги, находящегося в заключении Жана де Монфор, но в действительности командовал печально известный английский генерал Уолтер Мэнни с его 230 профессиональными английскими солдатами.
Существовало множество причин задержек поступления обещанной английской армии, в том числе отказ округов в Англии в сборе лучников и пехоты, задержки платежей из-за солдат из английской Гаскони и особенно недостаток судоходства, часто была проблема в транспортировке солдат из Англии на континент во время войны. Небольшой отряд, предназначенный для транспортировки в Бордо под командованием Хью Диспенсера, прибыл в начале июля 1342 года, увидев удручающее состояние Монфортистов, он решил остаться со своим отрядом, но их количества было слишком мало для того чтобы переломить ход продвижения Карла. Брест был в осаде с середины июля, и был заблокирован как с суши, так и с моря. Флот из 14 генуэзских галер прибыл в северную Францию из Италии вместе со своим командиром Гримальди, четыре года до этого он участвовал в кампании против англичан в 1338 году ведя борьбу в каналах Портсмута и Саутгемптона, а также ему довелось поучаствовать в морской битве при Слёйсе, принесшей сокрушительное поражение Франции. Он и его команда были одними из немногих спасшихся после той авантюры французского флота.

## Битва
Корабли для транспортировки английской армии наконец были готовы отправиться в путь в начале августа, и граф Нортгемптон покинул порт с 1350 воинами на 260 небольших прибрежных судах. Некоторые из этих кораблей были призваны из таких далеких городов, как Ярмут, так как это был их долг. Французские корабли были отправлены на перехват и прибыли через несколько дней к Портсмуту. Увидав город, они высадились и подожгли недавно отстроенный Портсмут, и насладившись этим, продолжили терроризировать побережье Хэмпшира. Всего через три для после отплытия из Портсмута Нортгемптон и его войско прибыли к Бресту, и граф увидел состояние дел собственными глазами. Нортгемптон был проницательным командиром и признал, что высадить свою армию будет невозможно из-за генуэзских галер. Он также знал, что большие и быстрые галеры могли в мгновение ока превратить его огромный, но медленный транспортный флот в щепки, поэтому решил действовать немедленно.
Видя врагов на берегу, английский флот закрыл устье реки Панфельд, где стояли на якоре в вертикальной линии генуэзские галеры. Генуэзский флот даже не пытался перемещаться, на многих кораблях недоставало экипажа, так как они сошли на берег, оставив командира. Вероятно, ему не удалось связаться с другими кораблями, чтобы они могли устроить рейд в открытом море, дабы отбить высадку англичан и предотвратить усиление Бреста. Вместо этого увидев англичан, генуэзцы запаниковали, три из четырнадцати галер бежали, многие из моряков боролись за место на больших генуэских кораблях и достигнув через реку безопасного устья реки Элорн, они смогли уйти в открытое море. Остальным одиннадцати галерам повезло меньше, они были окружены и высадились на берег, дабы устроить битву со своими противниками, но многие сбежали, и битва была выиграна английским войском. Таким образом англичане одним махом свели на нет французское морское превосходство в бретонских водах.

## Последствия
Хотя битва и подкреления дали столь необходимый импульс для борьбы дома Монфор, первичный эффект этой битвы был в падении морального духа сил дома Блуа и их союзников. Полагая, что корабли англичан перевозили колоссальные по численности английские войска и отборных бойцов, Карл снял осаду и с оставшимися генуэзцами направился к северной Бретани, в то время как значительную часть своей армии из кастильской и генуэзской наемной пехоты отвел к Бурнеф, корабли в свою очередь отправил обратно в Испанию. Дела Карла де Блуа ещё усугубляются тем, что через несколько дней спустя высадился Роберт III д’Артуа с 800 воинами, а также тем что король Филипп VI дал приказ о выводе значительного части французских войск из Бретани и перевел их в Кале, где ожидалось английское вторжение (так сообщили французские лазутчики в южной Англии, но на самом деле армия предназначалась для защиты Бреста, но слишком задержалась из-за отсутствия судов). Месяц спустя, Нортгемптон смог победить Блуа в сражении при Морле с помощью своей превосходной огневой мощи и сдвига морального духа между враждующими сторонами. Дом Монфор был восстановлен и был в состоянии начать новую двадцатилетнею кампанию, чтобы восстановить герцогский трон.